# Ho 229

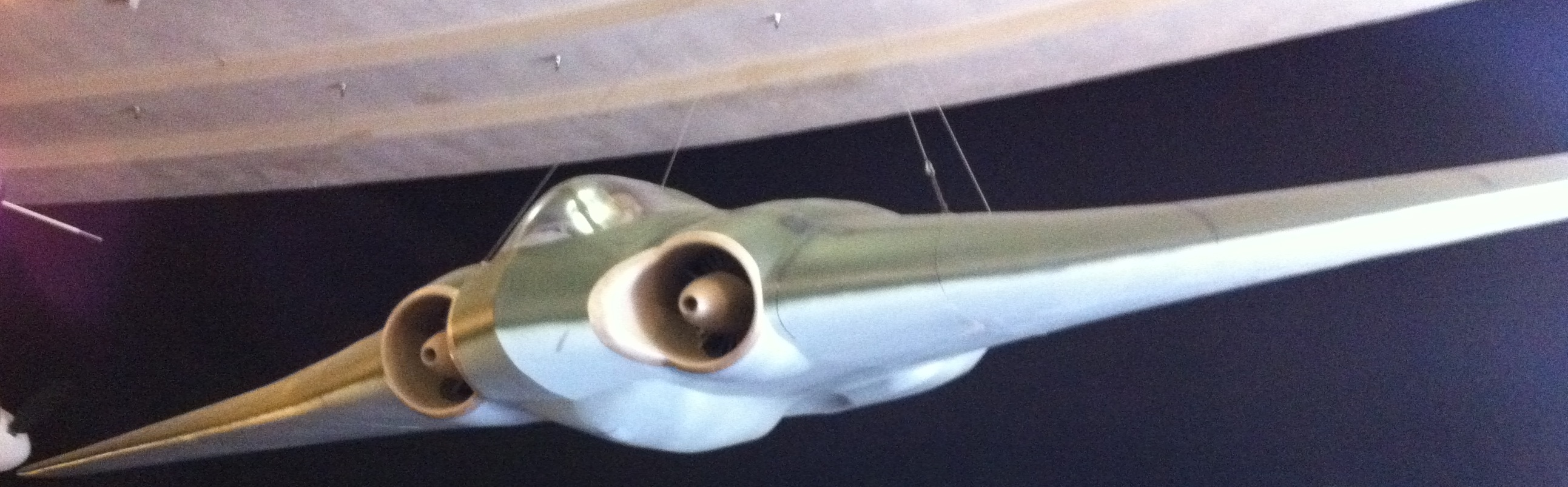
Egy makett a Ho 229-ről

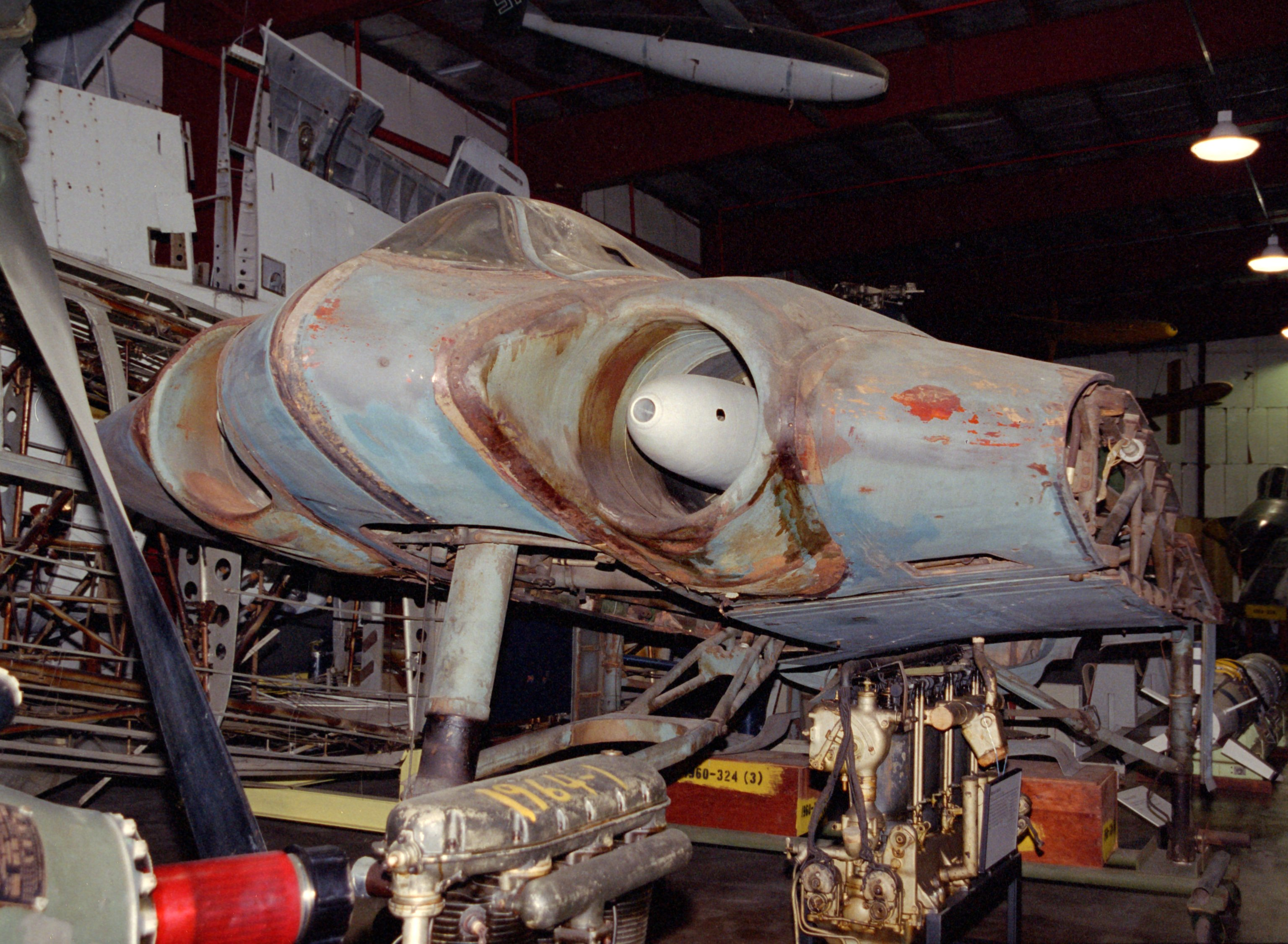
A V3 jelű gép a múzeumban

A Ho 229 Hermann Göring "3X1000" (1000 kg bombaterhet 1000 km távolságra 1000 km/óra sebességgel) bombázó kiírására a Horten fivérek által tervezett csupaszárny repülőgéptípus, amely csak a nullszéria gyártásának megkezdéséig jutott, bevetésre nem került.

## Felépítése
Az addigi repülőgép tervezési gyakorlattal szakítva - bár az elv ismert volt és több vitorlázó repülőgépet építettek már ezen elvek alapján - egy csupaszárny repülőgépet terveztek, amit sugárhajtóművek hajtottak. A repülőgépet a tervezői után Ho 229-nek nevezték el, azonban ismert a gyártója utáni Go 229 megnevezéssel is.
A repülőgép fa szerkezettel épült, aminek több oka volt:
- A radar nehezebben észlelte
- Jobban ellenállt a találatoknak
- A háború vége felé a fémek nehezen hozzáférhetőek voltak
- A fa szerkezetet kevésbé képzett munkások is össze tudták szerelni

A prototípusok legyártását nehezítették a szövetséges bombázások, a BMW 003 sugárhajtómű legyártása tervezési és gyártási okok miatt egyre többet késett, ezért a gépet át kellett tervezni a Jumo 004 használatához. A Luftwaffe a sikeres bemutatórepülést követően 40 darabos nullszériát rendelt a gépből, és a gyártásra a  gothai vagongyárat jelölték ki. A gyártás megindulása után a gyárat a szövetségesek elfoglalták és a félkész repülőgépeket az Egyesült Államokba és a Szovjetunióba szállították. A gép nagy hatótávolságú bombázónak készült, amelyet 4 darab Mk 108 jelű 30 mm-es gépfegyverrel láttak el, valamint 2 darab 500 kg-os bombát volt képes hordozni.

## Típusváltozatok
H.IX V1
Prototípus meghajtás nélkül, egy példány épült .
H.IX V2
Az első motorral ellátott prototípus, egy példány épült  Junkers Jumo 004B gázturbinával.
Ho 229 V3
Módosított légbeömlők, módosították a motorok pozícióját.
Ho 229 V4
Tervezett kétüléses vadász, csak részben készült el.
Ho 229 V5
Tervezett kétüléses vadász, csak részben készült el.
Ho 229 V6
Tervezett együléses vadász változat eltérő fegyverzettel.
H.IXb (V6 és V7 )
Tervezett kétüléses éjszakai vadász; Nem épült meg.
Ho 229 A-0
A Ho 229 V6 tervezett továbbfejlesztése ; Nem épült meg.

## Utóélete

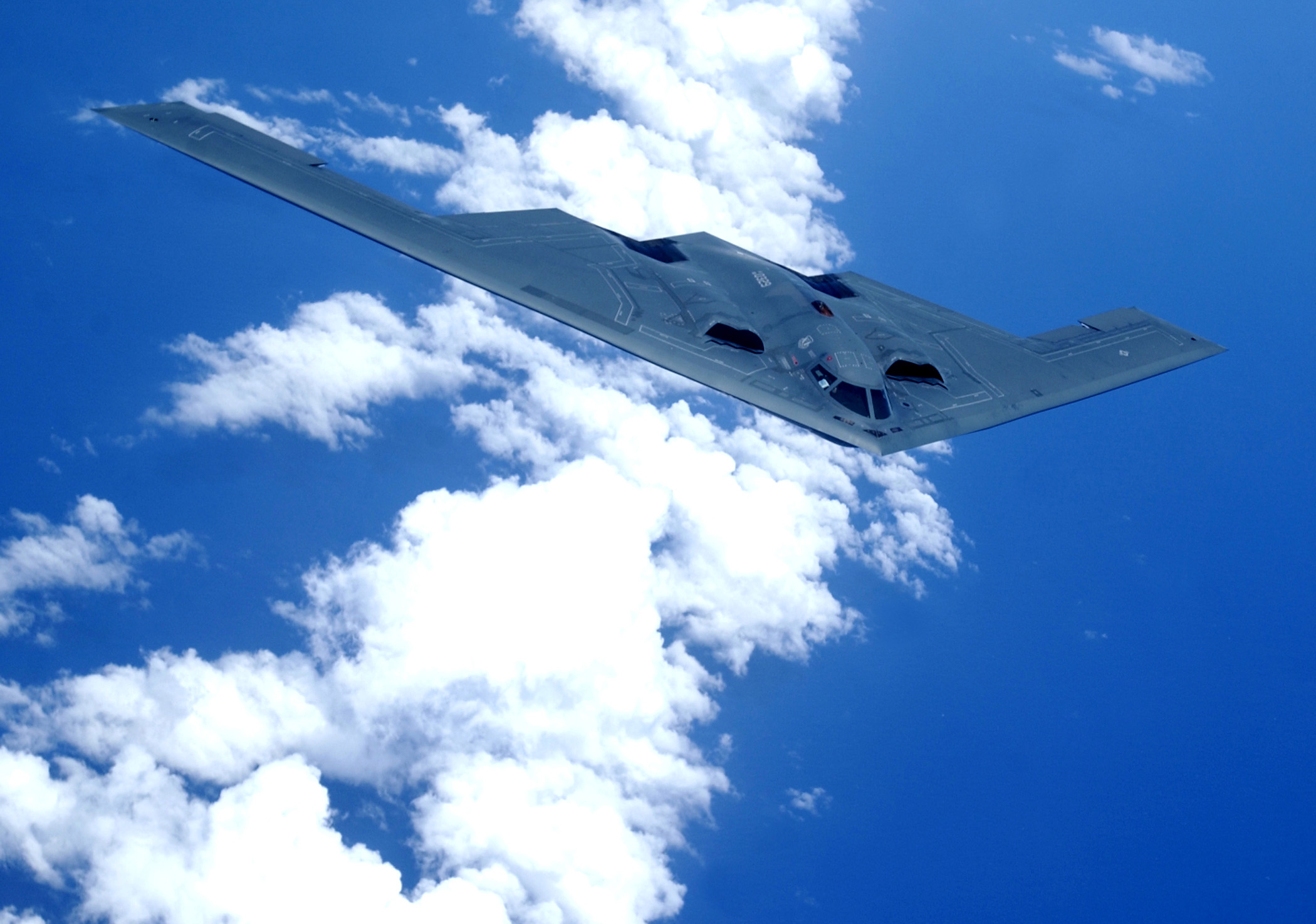
A B–2 Spirit

Az egyetlen fennmaradt példány (V3 verzió) az amerikai National Air and Space Museumban található, rossz állapotban. 2011 decemberében elkezdték a restauráláshoz szükséges vizsgálatokat, hogy a gépet kiállíthassák.
A B–2 Spirit külseje több hasonlóságot mutat a Ho 229-hez

### A replika
A repülőgépet a rendelkezésre álló dokumentumok és a múzeumban méltatlan körülmények között porosodó példány alapján újjáépítették, a lopakodóképesség vizsgálatára.
Bár tervezésekor az elsődleges szempont a kis légellenállás, illetve a nagy teherbírás volt, vizsgálata kimutatta, hogy a csupaszárny konstrukció valóban biztosított a korabeli radarokkal szemben némi lopakodó képességet. A mérések szerint 20%-kal alacsonyabb a radarkeresztmetszete, így a hagyományos bombázók 160 km-es észlelési távolsága ennél a konstrukciónál csak 129 km lett volna, ami a sebességeket is beleszámítva a légvédelemnek 19 perc helyett csak 8 percet hagyott volna a reagálásra.
A konstrukció messze volt a tökéletestől, valamint a sugárhajtóművek megbízhatósága is messze állt az elfogadhatótól és már nem volt idő továbbfejleszteni, ráadásul 1945-re a német légierő kifogyott a pilótákból és az üzemanyagból is.